# 15e cérémonie des César
La 15e cérémonie des César du cinéma - dite aussi Nuit des César -  récompensant les films sortis en 1989, s'est déroulée le 4 mars 1990 au théâtre des Champs-Élysées.
Elle fut présidée par Kirk Douglas et retransmise sur Antenne 2.

## Présentateurs et intervenants
- Kirk Douglas, président de la cérémonie
- 13 maîtres de cérémonie : Ève Ruggiéri, Jean Rochefort, Pierre Arditi, Ruggero Raimondi, Jean-Jacques Annaud, Philippe Noiret, Brigitte Fossey, Costa-Gavras, Michel Blanc, Nicole Garcia, Charlotte Rampling, Roger Hanin, Jean-Claude Brialy
- Michel Blanc, pour la remise du César de la meilleure actrice
- Carole Bouquet, Anthony Delon, pour la remise du César du meilleur espoir masculin
- Jean Rochefort, pour la remise du César de la meilleure première œuvre et César du meilleur acteur dans un second rôle
- Roger Hanin, pour la remise du César du meilleur acteur
- Jean-Jacques Annaud, pour la remise du César du meilleur film étranger
- Pierre Arditi, pour la remise du César du meilleur espoir féminin

## Palmarès

### César du meilleur film
- Trop belle pour toi de Bertrand Blier
  - Monsieur Hire de Patrice Leconte
  - Nocturne indien de Alain Corneau
  - Un monde sans pitié d'Éric Rochant
  - La Vie et rien d'autre de Bertrand Tavernier

### César du meilleur film étranger
- Les Liaisons dangereuses de Stephen Frears
  - Cinema Paradiso de Giuseppe Tornatore
  - Rain Man de Barry Levinson
  - Sexe, Mensonges et Vidéo de Steven Soderbergh
  - Le Temps des Gitans d'Emir Kusturica

### César du meilleur acteur
- Philippe Noiret pour La Vie et rien d'autre
  - Jean-Hugues Anglade pour Nocturne indien
  - Michel Blanc pour Monsieur Hire
  - Gérard Depardieu pour Trop belle pour toi
  - Hippolyte Girardot pour Un monde sans pitié
  - Lambert Wilson pour Hiver 54, l'abbé Pierre

### César de la meilleure actrice
- Carole Bouquet pour Trop belle pour toi
  - Sabine Azéma pour La Vie et rien d'autre
  - Josiane Balasko pour Trop belle pour toi
  - Emmanuelle Béart pour Les Enfants du désordre
  - Sandrine Bonnaire pour Monsieur Hire

### César du meilleur acteur dans un second rôle
- Robert Hirsch pour Hiver 54, l'abbé Pierre
  - Jacques Bonnaffé pour Baptême
  - François Cluzet pour Force majeure
  - François Perrot pour La Vie et rien d'autre
  - Roland Blanche pour Trop belle pour toi

### César de la meilleure actrice dans un second rôle
- Suzanne Flon, pour La Vouivre
  - Sabine Haudepin pour Force majeure
  - Micheline Presle pour I Want to Go Home
  - Ludmila Mikaël pour Noce blanche
  - Clémentine Célarié pour Nocturne indien

### César du meilleur espoir masculin
- Yvan Attal pour Un monde sans pitié
  - Jean-Yves Berteloot pour Baptême
  - Thierry Fortineau pour Comédie d'été
  - Melvil Poupaud pour La Fille de quinze ans
  - Philippe Volter pour Les Bois noirs

### César du meilleur espoir féminin
- Vanessa Paradis pour Noce blanche
  - Dominique Blanc pour Je suis le seigneur du château
  - Isabelle Gélinas pour Suivez cet avion
  - Mireille Perrier pour Un monde sans pitié
  - Valérie Stroh pour Baptême

### César du meilleur réalisateur
- Bertrand Blier pour Trop belle pour toi
  - Bertrand Tavernier pour La Vie et rien d'autre
  - Patrice Leconte pour Monsieur Hire
  - Alain Corneau pour Nocturne indien
  - Miloš Forman pour Valmont

### César de la meilleure première œuvre
- Un monde sans pitié d'Éric Rochant
  - Peaux de vaches de Patricia Mazuy
  - La Salle de bain de John Lvoff
  - La Soule de Michel Sibra
  - Suivez cet avion de Patrice Ambard
  - Tolérance de Pierre-Henry Salfati

### César du meilleur scénario original ou adaptation
- Bertrand Blier pour Trop belle pour toi
  - Jean Cosmos et Bertrand Tavernier pour La Vie et rien d'autre
  - Pierre Jolivet et Olivier Schatzky pour Force majeure
  - Éric Rochant pour Un monde sans pitié

### César de la meilleure musique
- Oswald d'Andrea pour La Vie et rien d'autre
  - Michael Nyman pour Monsieur Hire
  - Gérard Torikian pour Un monde sans pitié

### César de la meilleure photographie
- Yves Angelo pour Nocturne indien
  - Bruno de Keyzer pour La Vie et rien d'autre
  - Philippe Rousselot pour Trop belle pour toi

### César des meilleurs costumes
- Theodor Pištěk pour Valmont
  - Catherine Leterrier pour La Révolution française
  - Jacqueline Moreau pour La Vie et rien d'autre

### César du meilleur décor
- Pierre Guffroy pour Valmont
  - Michèle Abbé-Vannier pour Bunker Palace Hôtel
  - Théobald Meurisse pour Trop belle pour toi

### César du meilleur son
- Pierre Lenoir et Dominique Hennequin pour Monsieur Hire
  - Pierre Gamet, Claude Villand pour Bunker Palace Hôtel
  - Michel Desrois, William Flageollet, Gérard Lamps pour La Vie et rien d'autre

### César du meilleur montage
- Claudine Merlin pour Trop belle pour toi
  - Joëlle Hache pour Monsieur Hire
  - Armand Psenny pour La Vie et rien d'autre

### César du meilleur court-métrage d'animation
- Le Porte-plume de Marie-Christine Perrodin
  - Sculpture, sculptures de Jean-Loup Felicioli

### César du meilleur court-métrage de fiction
- Lune froide de Patrick Bouchitey
  - Ce qui me meut de Cédric Klapisch
  - Vol nuptial de Dominique Crèvecœur

### César du meilleur court-métrage documentaire
- Chanson pour un marin de Bernard Aubouy
  - Le Faucon de Notre-Dame de Claude-Christine Farny

### César de la meilleure affiche
- Gilles Jouin, Guy Jouineau-Bourduge pour Cinema Paradiso
  - Anahi Leclerc, Jean-Marie Leroy pour Monsieur Hire
  - Dominique Bouchard pour Noce blanche
  - Sylvain Mathieu pour Trop belle pour toi
  - Laurent Lufroy, Laurent Pétin pour Valmont

### César d'honneur
- Gérard Philipe à titre posthume, reçu par sa fille Anne-Marie Philipe